# Naples (condado de Cumberland)
Naples es un lugar designado por el censo ubicado en el condado de Cumberland en el estado estadounidense de Maine. En el Censo de 2010 tenía una población de 428 habitantes y una densidad poblacional de 49,39 personas por km².

## Geografía
Naples se encuentra ubicado en las coordenadas 43°57′38″N 70°36′8″O / 43.96056, -70.60222. Según la Oficina del Censo de los Estados Unidos, Naples tiene una superficie total de 8.67 km², de la cual 6.7 km² corresponden a tierra firme y (22.71%) 1.97 km² es agua.

## Demografía
Según el censo de 2010, había 428 personas residiendo en Naples. La densidad de población era de 49,39 hab./km². De los 428 habitantes, Naples estaba compuesto por el 97.66% blancos, el 0.7% eran afroamericanos, el 0.23% eran amerindios, el 0.23% eran asiáticos, el 0% eran isleños del Pacífico, el 0% eran de otras razas y el 1.17% pertenecían a dos o más razas. Del total de la población el 0% eran hispanos o latinos de cualquier raza.